# Rami Malek
Rami Said Malek (n. 12 mai 1981, Los Angeles, California, SUA) este un actor american de film, scenă, voce și televiziune.
Malek a câștigat Premiul Criticilor și Primetime Emmy Award for Outstanding Lead Actor într-un serial dramatic de televiziune, pentru rolul principal ca personajul Elliot Alderson din serialul de televiziune Mr. Robot. În 2019, pentru interpretarea rolului solistului vocal al trupei engleze Queen, Freddie Mercury, din filmul biografic Bohemian Rhapsody (a cărui premieră a avut loc pe 2 noiembrie 2018), actorul american de origine egipteană a câștigat premiul Oscar, pentru cel mai bun actor. Prin această portretizare a muzicianului Freddie Mercury, pentru performanța sa în drama biografică "Bohemian Rhapsody", Malek a câștigat larga apreciere a criticilor, dar și a publicului de pretutindeni.
De asemenea, Malek este deținătorului premiilor Globul de Aur, Screen Actors Guild Award și TCA Award. Înaintea marilor sale succese recente, ca Mr. Robot și Freddie Mercury, printre altele, Malek a interpretat diverse roluri de personaje secundare în diferite filme și alte seriale de televiziune, inclusiv în trilogia O noapte la muzeu, Pacificul (2010), The Twilight Saga: Breaking Dawn – Part 2 (2012), precum și în filmul dramatic Short Term 12 (2013).

## Viața timpurie
Malek s-a născut în Los Angeles, din părinți egipteni imigranți, de religie coptă. Tatăl său a fost ghid turistic în Cairo, iar mai târziu a vândut asigurări. Mama lui, Nelly, este o contabilă. Malek a fost crescut în familia lui ortodoxă coptă și a crescut vorbind limba arabă de la naștere până la vârsta de patru ani. Malek are un frate geamăn pe nume Sami, care este mai mic cu patru minute și este profesor.. Sora mai mare a lui Malek, Yasmine, este doctor .
Malek a învățat la Notre Dame High School în Sherman Oaks, California, unde a absolvit, în 1999, împreună cu actrița Rachel Bilson.Actrița Kirsten Dunst (care este mai mică cu un an) a învățat acolo, iar cei doi au participat împreună la o clasă de teatru și muzică. A obținut diploma de licențiat în Arte în 2003 la Universitatea din Evansville din Evansville, Indiana, care mai târziu i-a acordat lui Malek "2017 Young Alumnus Award".

## Cariera

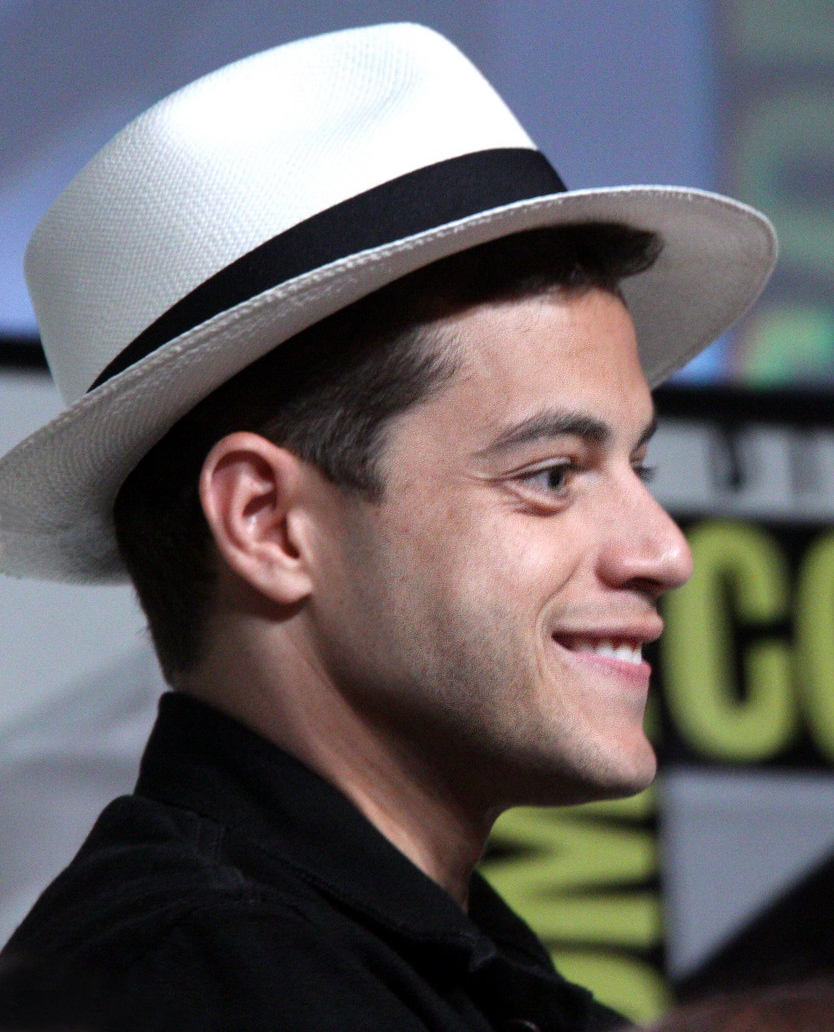
Malek în 2012 la San Diego Comic-Con International

### 2004-09: Primele roluri
În 2004 Malek și-a început cariera de actor cu un rol în serialul de televiziune Gilmore Girls. În același an a dublat "caractere suplimentare" pentru jocul video Halo 2, dar nu a primit credite. În 2005 a primit premiul Screen actors Guild pentru munca sa din drama de război a lui Steven Bochco, Over There, în care a apărut în două episoade. În același an a apărut într-un episod din Medium și a jucat în rolul flamboiantului Kenny în serialul de comedie Războiul De Acasă, pe Fox.
În 2006, Malek și-a făcut debutul cinematografic ca Faraonul Ahkmenrah în comedia O noapte la muzeu.Și-a reluat rolul faraonului în Noapte la muzeu: Bătălia din Smithsonian (2009) și O noapte la muzeu: Secretul faraonului (2014).
În vara anului 2007 a apărut pe scenă ca Jamie în producția lui Keith Bunin: The Credeaux Canvas la Elephant Theatre din Los Angeles.

### 2015–prezent:Mr. Robotși succesul
Din 2015 el a jucat rolul principal al unui hacker în drama psihologică Mr. Robot. Performanța sa i-a adus nominalizări pentru "Dorian Award", "Satellite Award" ,"Golden Globe Award" și Screen actors Guild Award și a câștigat Critics' Choice Television Award pentru cel mai bun actor într-un serial dramatic și Primetime Emmy Award for Outstanding Lead Actor in a Drama Series și a fost primul actor de culoare care a câștigat un premiu Emmy pentru aceea categorie din 1998. Vorbind din perspectiva unui actor Americano-Egiptean, Malek a spus, "Oamenii nu au știut unde să mă claseeze din cauza cu etniei mele și nu am fost vreodată interesat în a reprezenta ceva. Faptul că Rami Malek ajuns să joace personajul principal, pe nume Elliot Alderson, în Mr. Robot a fost oarecum de o lovitură de stat, cred. Nu am văzut niciodată această posibilitate atunci când eram tânăr."
Buster's Mal Heart, primul film în care Malek joacă intr-un rol principal, a avut premiera în septembrie 2016, la Toronto International Film Festival si a primit recenzii pozitive. În film  joacă rolul unui om cu două vieți, Jonah și Buster. John DeFore de la "The Hollywood Reporter" a dat filmului o recenzie pozitivă si a scris: "Fanii Mr. Robot nu vor fi dezamăgiti, si nu vor fi dezamagiti de masina de castigat premii Emmy, Rami Malek, care se potrivește cu paranoia ce dă în halucinații din serialul Mr. Robot, și îi permite acestuia să se desfășoare în primul său rol de lung-metraj"
În august 2016 s-a anunțat că Malek va coopera cu Charlie Hunnam intr-un remake al Papillon, un film din 1973, unde a interpretat personajul Louis Dega. Premiera a avut loc la Festivalul Internațional de Film de la Toronto din 2017.
În noiembrie 2016, s-a anunțat că Malek îl va interpreta pe Freddie Mercury, solist al trupei Queen în filmul biografic "Bohemian Rhapsody". Pentru a se pregăti pentru rolul lui Mercury, Malek s-a mutat la Londra, unde a avut un profesor de dialect, un antrenor de mișcare și a luat lecții de pian și canto. Timp de patru ore în fiecare zi, el a studiat videoclipuri cu Mercury alături de antrenorul lui de mișcare. El spune că a vizionat concertul din 1985 Live Aid de cel puțin 1500 de ori pentru a-și perfectiona rolul pentru film. El a trebuit să se obișnuiască să cânte și să vorbească cu un set de dinți falși care imită dinții cântărețului. Filmul a avut premiera la Londra, pe 23 octombrie 2018 și pe 25 noiembrie 2018 avea deja încasări de 152 milioane dolari în Statele Unite și Canada, și $320.2 milioane de euro în alte țări (incluzând $45,3 milioane în Marea Britanie), cu un total la nivel mondial brut de $472.2 milioane de euro, față de un buget de producție de aproximativ 52 de milioane de dolari. Rolul lui Freddie Mercury a primit multe aprecieri critice, inclusiv câștigarea Breakthrough Performance Award la cea de-a 30 anuală a "Palm Springs International Film Festival" la două săptămâni după lansarea filmului.

## Filmografie

### Filme
| Anul | Titlul                                         | Rol                    | Note            |
| ---- | ---------------------------------------------- | ---------------------- | --------------- |
| 2006 | Night at the Museum                            | Pharaoh Ahkmenrah      |                 |
| 2009 | Night at the Museum: Battle of the Smithsonian | Pharaoh Ahkmenrah      |                 |
| 2011 | Larry Crowne                                   | Steve Dibiasi          |                 |
| 2012 | Battleship                                     | Lt. Hill               |                 |
| 2012 | The Twilight Saga: Breaking Dawn – Part 2      | Benjamin               |                 |
| 2012 | The Master                                     | Clark                  |                 |
| 2013 | Ain't Them Bodies Saints                       | Will                   |                 |
| 2013 | Short Term 12                                  | Nate                   |                 |
| 2013 | Oldboy                                         | Browning               | Scene Sterse    |
| 2014 | Need for Speed                                 | Finn                   |                 |
| 2014 | Night at the Museum: Secret of the Tomb        | Pharaoh Ahkmenrah      |                 |
| 2014 | Da Sweet Blood of Jesus                        | Seneschal Higginbottom |                 |
| 2016 | Project X                                      | Co-Narrator            | Film scurt      |
| 2016 | Buster's Mal Heart                             | Jonah / Buster         |                 |
| 2017 | Papillon                                       | Louis Dega             |                 |
| 2018 | Bohemian Rhapsody                              | Freddie Mercury        |                 |
| 2020 | The Voyage of Doctor Dolittle                  | Chee-Chee (voice)      | Post-production |
| 2021 | Nu e vreme de murit                            | Lyutsifer Safin        |                 |

### Televiziune
| Anul      | Titlul              | Rol                      | Note                                      |
| --------- | ------------------- | ------------------------ | ----------------------------------------- |
| 2004      | Gilmore Girls       | Andy                     | Episodul: "In the Clamor and the Clangor" |
| 2005      | Over There          | Hassan                   | 2 episoade                                |
| 2005      | Medium              | Timothy Kercher          | Episodul: "Time Out of Mind"              |
| 2005–2007 | The War at Home     | Kenny Al-Bahir           | 21 de episoade                            |
| 2010      | 24                  | Marcos Al-Zacar          | 3 episoade                                |
| 2010      | The Pacific         | Merriell "Snafu" Shelton | 6 episoade                                |
| 2012      | Alcatraz            | Webb Porter              | Episodul: "Webb Porter"                   |
| 2012      | The Legend of Korra | Tahno (voice)            | 3 episoade                                |
| 2014      | Believe             | Dr. Adam Terry           | Episodul: "Pilot"                         |
| 2015–2019 | Mr. Robot           | Elliot Alderson          | Rol Principal si Producator (season 3)    |
| 2017–2018 | BoJack Horseman     | Flip McVicker (voice)    | 10 episoade                               |

### Jocuri Video
| Anul | Titlul              | Rol                      | Note          |
| ---- | ------------------- | ------------------------ | ------------- |
| 2004 | Halo 2              | Voce suplimentară        | Necreditat    |
| 2014 | The Legend of Korra | Tahno                    |               |
| 2015 | Until Dawn          | Joshua "Josh" Washington | Also likeness |